# کشتی در المپیک تابستانی ۱۹۹۶
کشتی در بازی‌های المپیک تابستانی ۱۹۹۶ نام رویداد ورزش کشتی در بازی‌های المپیک تابستانی بود که در سال ۱۹۹۶ برگزار شد.

## مدال‌آوران

### آزاد مردان
| رویداد      | طلا                              | نقره                                 | برنز                                 |
| ۴۸ کیلوگرم  | کیم ایل · کره شمالی              | آرمن مکرتچیان · ارمنستان             | الکسیس ویلا · کوبا                   |
| ۵۲ کیلوگرم  | والنتین یوردانف · بلغارستان      | نامیگ عبدالله‌یف · جمهوری آذربایجان   | مائولن مامیروف · قزاقستان            |
| ۵۷ کیلوگرم  | کندال کراس · ایالات متحده آمریکا | گویوی سیسااوری · کانادا              | ری یونگ-سام · کره شمالی              |
| ۶۲ کیلوگرم  | تام برندز · ایالات متحده آمریکا  | جانگ جائه-سونگ · کره جنوبی           | البروس تدیف · اوکراین                |
| ۶۸ کیلوگرم  | وادیم بوگیف · روسیه              | تاونزند ساندرز · ایالات متحده آمریکا | زازا زازیروف · اوکراین               |
| ۷۴ کیلوگرم  | بووایسار سایتیف · روسیه          | پارک جانگ سون · کره جنوبی            | تاکویا اوتا · ژاپن                   |
| ۸۲ کیلوگرم  | خادژیمراد ماگومدوف · روسیه       | یانگ هیونگ مو · کره جنوبی            | امیررضا خادم · ایران                 |
| ۹۰ کیلوگرم  | رسول خادم · ایران                | ماخاربک خادارتسف · روسیه             | الدار کورتانیدزه · گرجستان           |
| ۱۰۰ کیلوگرم | کرت انگل · ایالات متحده آمریکا   | عباس جدیدی · ایران                   | آراوات سابیف · آلمان                 |
| ۱۳۰ کیلوگرم | محمود دمیر · ترکیه               | الکسی مدودف · بلاروس                 | بروس بومگارتنر · ایالات متحده آمریکا |

### فرنگی مردان
| رویداد      | طلا                        | نقره                                | برنز                       |
| ۴۸ کیلوگرم  | سیم کوون-هو · کره جنوبی    | الکساندر پاولوف · بلاروس            | ظفر گولیف · روسیه          |
| ۵۲ کیلوگرم  | آرمن نازاریان · ارمنستان   | براندون پلسون · ایالات متحده آمریکا | آندری کالاشنیکوف · اوکراین |
| ۵۷ کیلوگرم  | یوری ملنیچنکو · قزاقستان   | دنیس هال · ایالات متحده آمریکا      | شنگ زتیان · چین            |
| ۶۲ کیلوگرم  | ووجیمیژ زاوادزکی · لهستان  | خوان مارن · کوبا                    | مهمت عاکف پیریم · ترکیه    |
| ۶۸ کیلوگرم  | ریشارد ولنی · لهستان       | گانی یالوز · فرانسه                 | الکساندر ترتیاکوف · روسیه  |
| ۷۴ کیلوگرم  | فیلیبرتو آسکوی · کوبا      | مارکو آسل · فنلاند                  | یوزف تراچ · لهستان         |
| ۸۲ کیلوگرم  | حمزه یرلی‌کایا · ترکیه      | توماس زندر · آلمان                  | والری سیلنت · بلاروس       |
| ۹۰ کیلوگرم  | ویاچسلاف اولینیک · اوکراین | یاتسک فافینسکی · لهستان             | مایک بولمان · آلمان        |
| ۱۰۰ کیلوگرم | آندژی ورونسکی · لهستان     | سرگی لیشتوان · بلاروس               | میکل لیونبرگ · سوئد        |
| ۱۳۰ کیلوگرم | الکساندر کارلین · روسیه    | مت غفاری · ایالات متحده آمریکا      | سرگی موریکو · مولداوی      |

## جدول مدال‌ها
| رتبه  | کشور                      | طلا | نقره | برنز | مجموع |
| ۱     | روسیه (RUS)               | ۴   | ۱    | ۲    | ۷     |
| ۲     | ایالات متحده آمریکا (USA) | ۳   | ۴    | ۱    | ۸     |
| ۳     | لهستان (POL)              | ۳   | ۱    | ۱    | ۵     |
| ۴     | ترکیه (TUR)               | ۲   | ۰    | ۱    | ۳     |
| ۵     | کره جنوبی (KOR)           | ۱   | ۳    | ۰    | ۴     |
| ۶     | کوبا (CUB)                | ۱   | ۱    | ۱    | ۳     |
| ۶     | ایران (IRI)               | ۱   | ۱    | ۱    | ۳     |
| ۸     | ارمنستان (ARM)            | ۱   | ۱    | ۰    | ۲     |
| ۹     | اوکراین (UKR)             | ۱   | ۰    | ۳    | ۴     |
| ۱۰    | قزاقستان (KAZ)            | ۱   | ۰    | ۱    | ۲     |
| ۱۰    | کره شمالی (PRK)           | ۱   | ۰    | ۱    | ۲     |
| ۱۲    | بلغارستان (BUL)           | ۱   | ۰    | ۰    | ۱     |
| ۱۳    | بلاروس (BLR)              | ۰   | ۳    | ۱    | ۴     |
| ۱۴    | آلمان (GER)               | ۰   | ۱    | ۲    | ۳     |
| ۱۵    | جمهوری آذربایجان (AZE)    | ۰   | ۱    | ۰    | ۱     |
| ۱۵    | کانادا (CAN)              | ۰   | ۱    | ۰    | ۱     |
| ۱۵    | فنلاند (FIN)              | ۰   | ۱    | ۰    | ۱     |
| ۱۵    | فرانسه (FRA)              | ۰   | ۱    | ۰    | ۱     |
| ۱۹    | چین (CHN)                 | ۰   | ۰    | ۱    | ۱     |
| ۱۹    | گرجستان (GEO)             | ۰   | ۰    | ۱    | ۱     |
| ۱۹    | ژاپن (JPN)                | ۰   | ۰    | ۱    | ۱     |
| ۱۹    | مولداوی (MDA)             | ۰   | ۰    | ۱    | ۱     |
| ۱۹    | سوئد (SWE)                | ۰   | ۰    | ۱    | ۱     |
| مجموع | مجموع                     | ۲۰  | ۲۰   | ۲۰   | ۶۰    |